# Fan Service (Sweet)
«Fan Service (Sweet)» (ファン・サーヴィス [sweet]) es el noveno sencillo del grupo de pop japonés Perfume. Fue publicado el 14 de febrero de 2007 a través de Tokuma Japan Communications.

## Antecedentes
«Fan Service (Sweet)» fue el primer sencillo del grupo para el año 2007. La fecha de lanzamiento coincide con el Día de San Valentín, un tema presente en «Chocolate Disco». Fue publicada en un empaque especial, el cual contenía un DVD con los videos musicales para ambas canciones y una libreta con 20 páginas, y solo un pequeño número de copias fueron producidas, por lo que actualmente, es difícil de conseguir. Ambas canciones fueron publicadas en el álbum de 2008, GAME.
«Chocolate Disco» ha sido referida por los jóvenes como una «canción clásica del Día de San Valentín».

## Rendimiento comercial
«Fan Service (Sweet)» fue publicado como el sencillo principal el 14 de febrero de 2007 del álbum GAME, el cual fue publicado el 16 de abril de 2008. El sencillo alcanzó la posición #31 en el Oricon Singles Chart el 26 de febrero de 2007.

## Lista de canciones
Todas las canciones escritas y compuestas por Yasutaka Nakata. 
| CD single |                                            |          |  |
| N.º       | Título                                     | Duración |  |
| 1.        | «Chocolate Disco» (チョコレイト・ディスコ) | 3:46     |  |
| 2.        | «Twinkle Snow Powdery Snow»                | 3:49     |  |

## Posicionamiento
| Gráfica (2007)               | Pico de posición |
| ---------------------------- | ---------------- |
| Japón (Oricon Singles Chart) | 31               |